# Strophurus assimilis
Strophurus assimilis — вид геконоподібних ящірок родини диплодактилідів (Diplodactylidae). Ендемік Австралії.

## Поширення і екологія
Strophurus assimilis мешкають на півдні Західної Австралії та на півострові Ейр в Південній Австралії. Вони живуть в пустельних і напівпустельних чагарниках. Відкладають яйця.